# Tempio dell'Amore
Il Tempio dell'Amore è un capriccio costruito tra il 1777 e il 1778 dall'architetto Richard Mique su un'isola del fiume artificiale a est del giardino inglese del Petit Trianon, nel parco della Reggia di Versailles.
Questa piccola rotonda in stile antico è, insieme al Belvedere, una delle due strutture neoclassiche del giardino all'inglese progettato da Maria Antonietta, che poteva ammirare dalle finestre del castello del Petit Trianon. Il tempio, le cui decorazioni scolpite sono opera di Joseph Deschamps, è composto da dodici colonne corinzie sormontate da una cupola decorata con gli attributi dell'Amore. Al centro si trova una replica, opera di Louis-Philippe Mouchy, della scultura L'Amore intaglia un arco dalla clava di Ercole, da cui prende il nome.
Simbolo delle feste del XVIII secolo, è andato lentamente in rovina nel corso dei secoli, invaso dalla vegetazione, ma è stato restaurato nel 2005. Insieme alla Reggia di Versailles e ai suoi annessi, è stato classificato come monumento storico nel 1862 e con decreto del 31 ottobre 1906. Oggi è aperto al pubblico come parte del Museo nazionale della Reggia di Versailles e del Trianon, all'interno del Dominio di Maria Antonietta.

## Storia
Quando Maria Antonietta, giovane regina, prese possesso del Petit Trianon nel giugno del 1774, fu entusiasta del suo fascino e del suo arredamento semplice ed elegante, e non tardò a menzionare il suo desiderio di rimodellare il paesaggio che si vedeva dalle sue finestre, che riteneva rovinato dal giardino botanico di Luigi XV. Per creare il suo Eden, si avvalse dell'aiuto di Hubert Robert, pittore noto e alla moda, specializzato in nuovi giardini, dei giardinieri Antoine e Claude Richard, già presenti sotto il precedente regno ma considerati “l'anima del luogo”, e di Richard Mique, l'architetto reale succeduto ad Ange-Jacques Gabriel. Per soddisfare il gusto della regina per un paesaggio irregolare e pittoresco in stile anglo-cinese, il Conte di Caraman, raccomandato da Madame de Beauvau, propose un progetto basato su un fiume che scorre lungo una montagna, intorno alla tenuta, lasciando vasti prati coltivati a fiori, boschetti e alcune isole, e terminando in un lago. Quando presentò il progetto definitivo nel febbraio 1777, Mique mantenne il percorso della Rivière de Caraman, che sgorgava dal Grand Rocher e doveva terminare il suo corso vicino al castello, lasciando una “grande isola”.

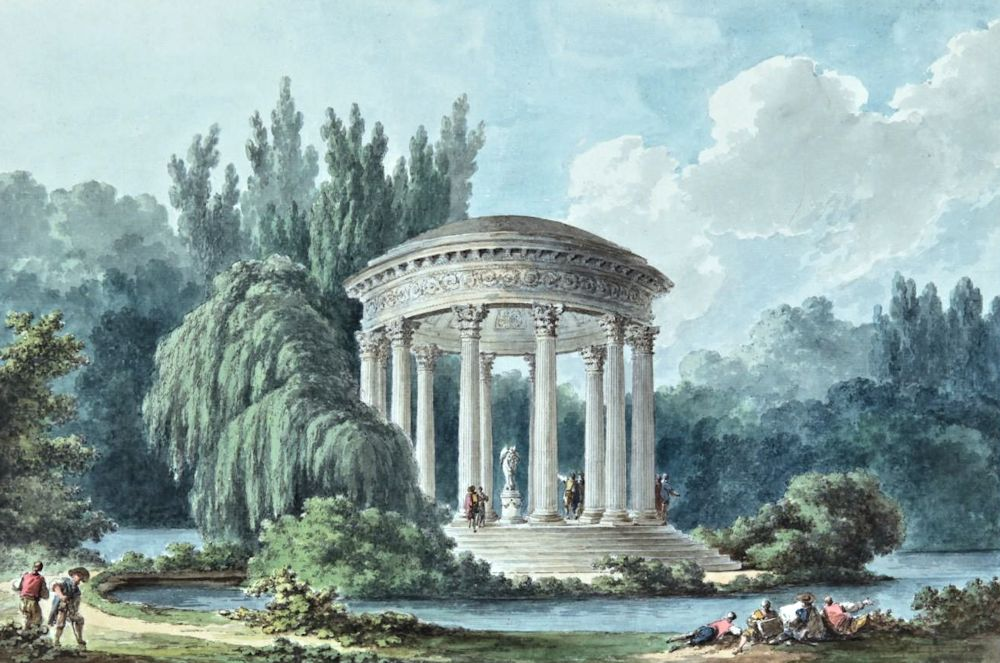
Veduta del Tempio dell'Amore, acquerello di Claude-Louis Châtelet, 1786, Modena, Biblioteca Estense.

Il paesaggio tuttavia doveva essere completato da capricci, piccoli edifici decorativi che punteggiavano il giardino. Il progetto di un tempio in rovina circondato da “detriti che si suppone siano caduti dal frontespizio”, che avrebbe dovuto sormontare le Grand rocher, fu rapidamente respinto, nonostante la popolarità di Hubert Robert, poiché la regina aborriva qualsiasi evocazione di decadenza. Al contrario, in riferimento all'antichità greca e romana, preferì un tempio che fungesse da “baldacchino” per la statua dell'Amore. Si scelse quindi di installarlo sulla più grande delle due isole del fiume artificiale, poiché le finestre della regina, e in particolare quelle del suo boudoir o camera da letto nel Petit Trianon, si aprivano su questa vista. Il tempio era visibile anche dalla camera da letto del re.
Il tempio si rifaceva al lontano modello greco dell'Afrodite di Cnido, descritto da Luciano di Samosata, o ai suoi derivati romani, il Tempio di Vesta a Roma o quello di Tivoli, mentre l'isola potrebbe addirittura essersi ispirata a quella di Venere nel romanzo di Francesco Colonna, Il sogno di Polifilo. Monville aveva appena costruito un tempio al dio Pan nel suo Désert de Retz, precursore dei giardini anglo-cinesi con capricci. Carmontelle aveva completato il Tempio di Marte per il duca di Chartres, nel cuore del giardino di Monceau. Allo stesso tempo, Georges-Louis Le Rouge pubblicò nelle sue incisioni alcuni modelli di templi, come quello del dio Pan e il “monumento che gira” ai Kew Gardens. Nel parco di una cittadina del nord della Francia, Fresnes-sur-Escaut, l'architetto parigino Jean Chalgrin realizzò un Tempio dell'Amore in cima a una motta feudale.
Il pittore Hubert Robert realizzò i bozzetti preparatori, mentre Joseph Deschamps realizzò i modelli in cera, gesso e legno, concepiti come vere e proprie opere d'arte, talvolta a grandezza naturale per evitare errori di prospettiva o di proporzione. Nel luglio del 1778, l'opera dell'architetto Richard Mique fu completata, per un costo di oltre 42.000 livres.

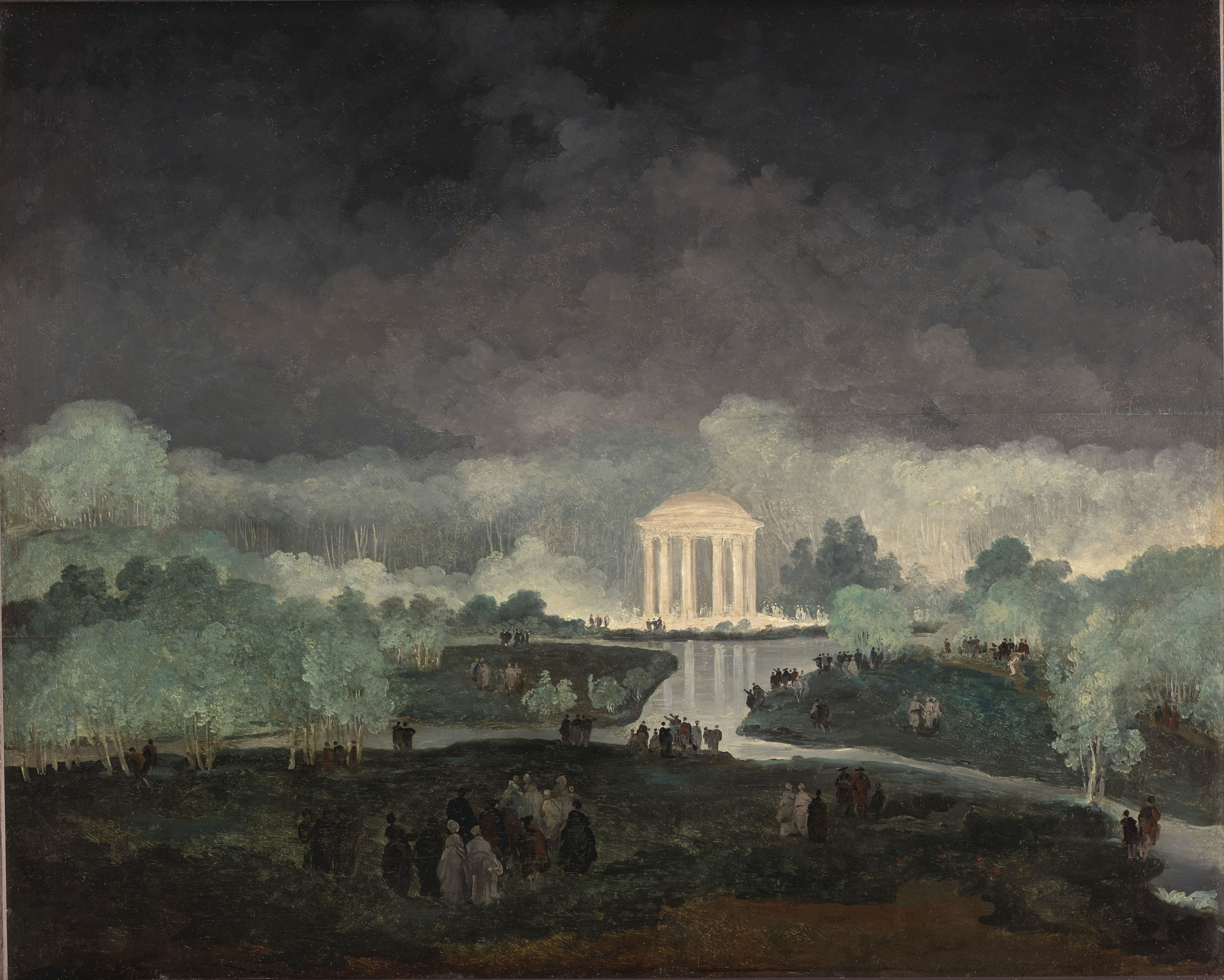
Festa di notte data dalla regina al Trianon, olio su tavola, Hubert Robert, 1782-1783 circa.

La sua inaugurazione fu celebrata in grande stile il 3 settembre 1778. Un altro ricevimento si tenne in occasione della visita di Giuseppe II, fratello di Maria Antonietta, nell'agosto del 1781, durante il quale vennero bruciate migliaia di fascine nei fossati, cosicché il tempio apparve come il punto più luminoso del giardino, in mezzo a una luce soffusa, “simile a quella della lune”. Questo evento esagerato, nonostante avesse devastato un'intera foresta, si ripeté l'anno successivo quando arrivò il futuro Paolo I di Russia con il nome di “Conte del Nord”, e fu uno dei preludi alle accuse di frivolezza che portarono alla caduta della regina dodici anni dopo.

Veduta del Tempio di Venere e del castello del Petit Trianon durante la visita di Luigi XVIII, del duca e della duchessa di Angoulême nel 1815

In seguito fu teatro di numerose feste notturne che lo danneggiarono progressivamente. Caduto in uno stato letargico durante la Restaurazione, il Petit Trianon fu occasionalmente utilizzato come luogo per passeggiare: una stampa di Pierre Courvoisier raffigura una visita nel 1815 di Luigi XVIII in compagnia del fratello e della duchessa d'Angoulême nei pressi del tempio. Nei decenni successivi, però, gli edifici della tenuta persero ogni significato e furono lasciati crescere in modo selvaggio. Il tempio fu oggetto di scarsa attenzione fino alla fine del XIX secolo, quando il pavimento fu restaurato e Alphonse Guilloux si occupò di alcune modanature ornamentali.

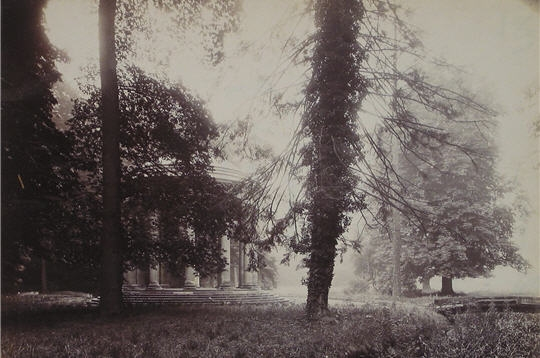
Fotografia di Eugène Atget (1923).

Infine, tra il 2005 e il 2006, è stato realizzato un restauro completo, comprendente il consolidamento delle colonne, che presentavano segni di danni strutturali e di deterioramento dei materiali preoccupanti per la conservazione dell'edificio, per un costo di circa 900.000 euro.

## Descrizione

### Tempio
Il tempio marmoreo è in stile neoclassico. La tholos periptera, posta su una piattaforma di quattordici metri di diametro e sollevata da sette gradini, comprende dodici colonne corinzie in alabastro che sorreggono una cupola decorata da cassettoni in pietra di Conflans.

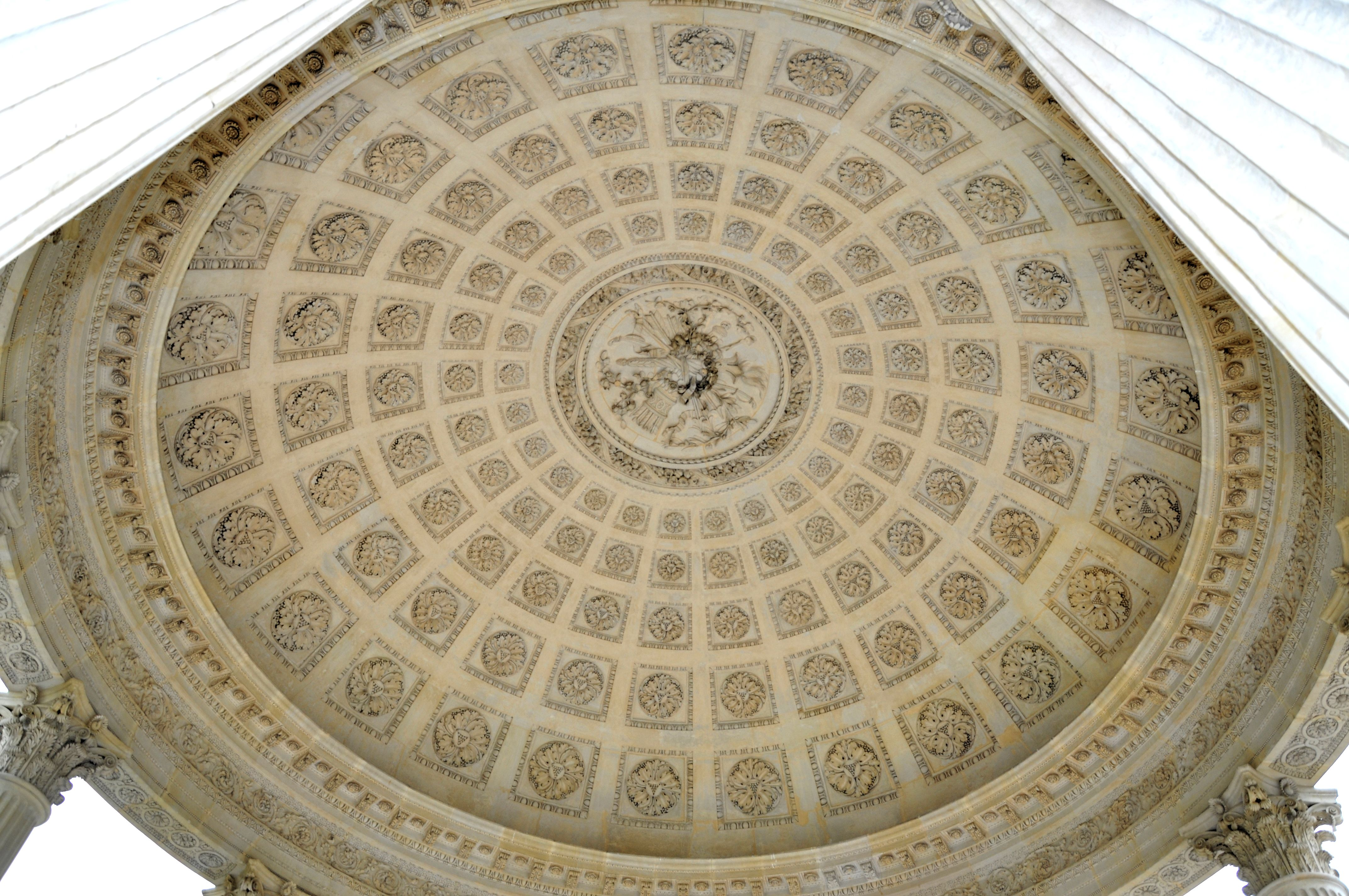
Cupola con (dal centro verso l'esterno): il tropaion, il toro di rose, le cinque file di rosoni, la cornice, il fregio, l'architrave e i soffitti.

Sculture di Joseph Deschamps ornano i capitelli delle colonne con, nell'abaco, quattro soli e quattro code di delfino, otto tighe e piccoli fleurons, otto masse grandi e otto medie suddivise ciascuna in cinque foglie d'ulivo, con nervature lisce al centro e ricche di rovesci all'estremità. Questi ornamenti sono stati riprodotti in modo identico su una delle facciate del castello del Petit Trianon e poi sull'ala Gabriel e sul padiglione Dufour della reggia di Versailles.
Nella cupola, il trofeo centrale, del diametro di due metri e mezzo, è costituito dagli attributi dell'Amore: “corone di rose, faretre, brandoni in saltire, frecce legate con nastri e intrecciate con rose e foglie di ulivo”. È delimitata da un toro di rose legate con nastri roteanti. L'intera composizione centrale è circondata da 120 rosoni, disposti su cinque file, di foglie d'acanto tornite con kyma ionico.
Le trabeazioni interne ed esterne sono così formate: sui cornicioni, rose, modiglioni e modanature a forma di cuore, ovali e perle; sui fregi, trecce con doppie foglie aldine e perle; sugli architravi, foglie d'acqua e perle, con, all'intradosso, sessanta rosoni e 120 foglie aldine.

Il pavimento è in marmo bianco venato, con compartimenti bordati di rosso, mentre le intercolonne sono racchiuse in strisce di marmo di Fiandra. L'isola è collegata ai vasti prati delle due sponde da due ponti di assi un tempo rivestiti di cassette di fiori.

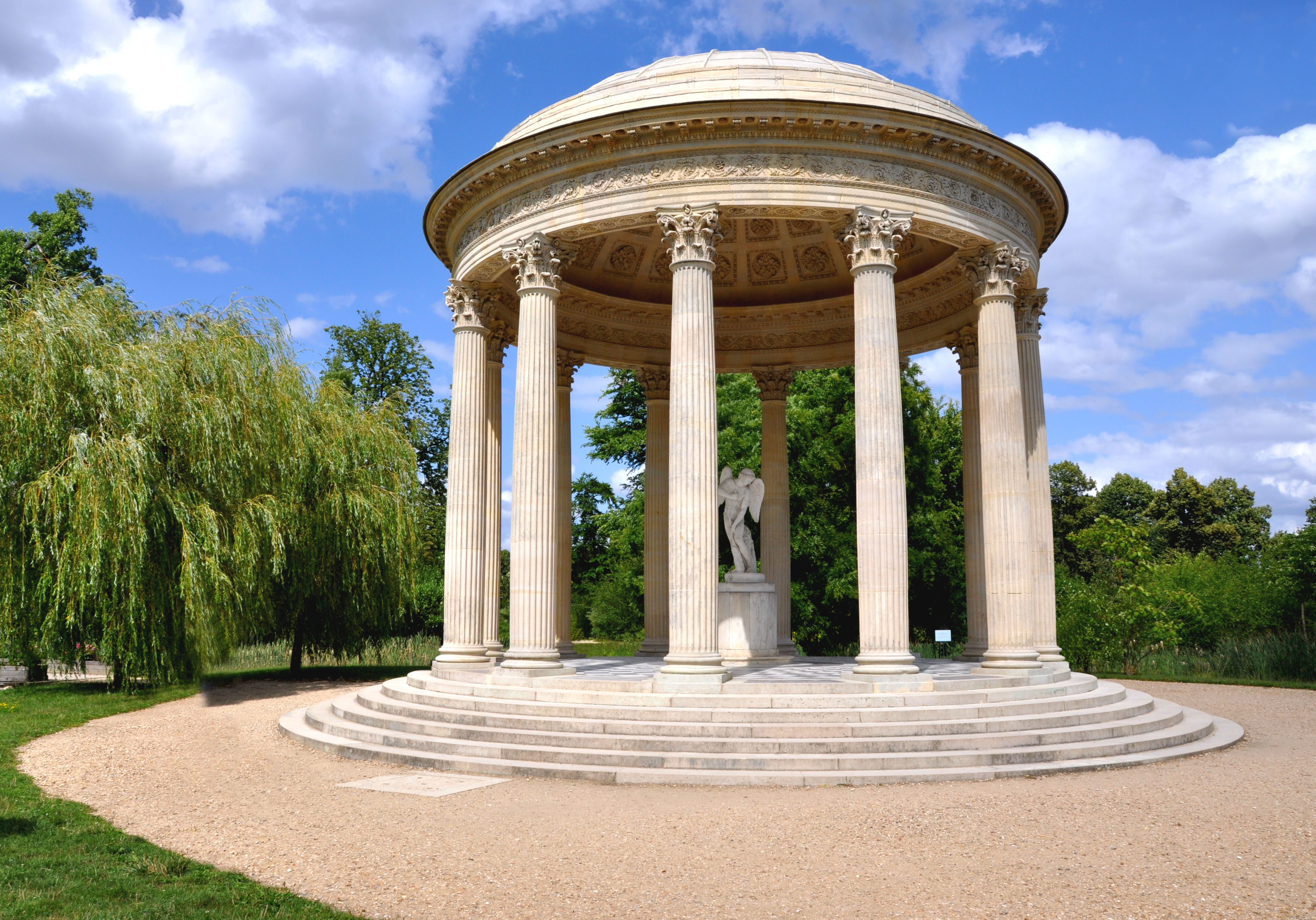
Tempio dell'Amore.
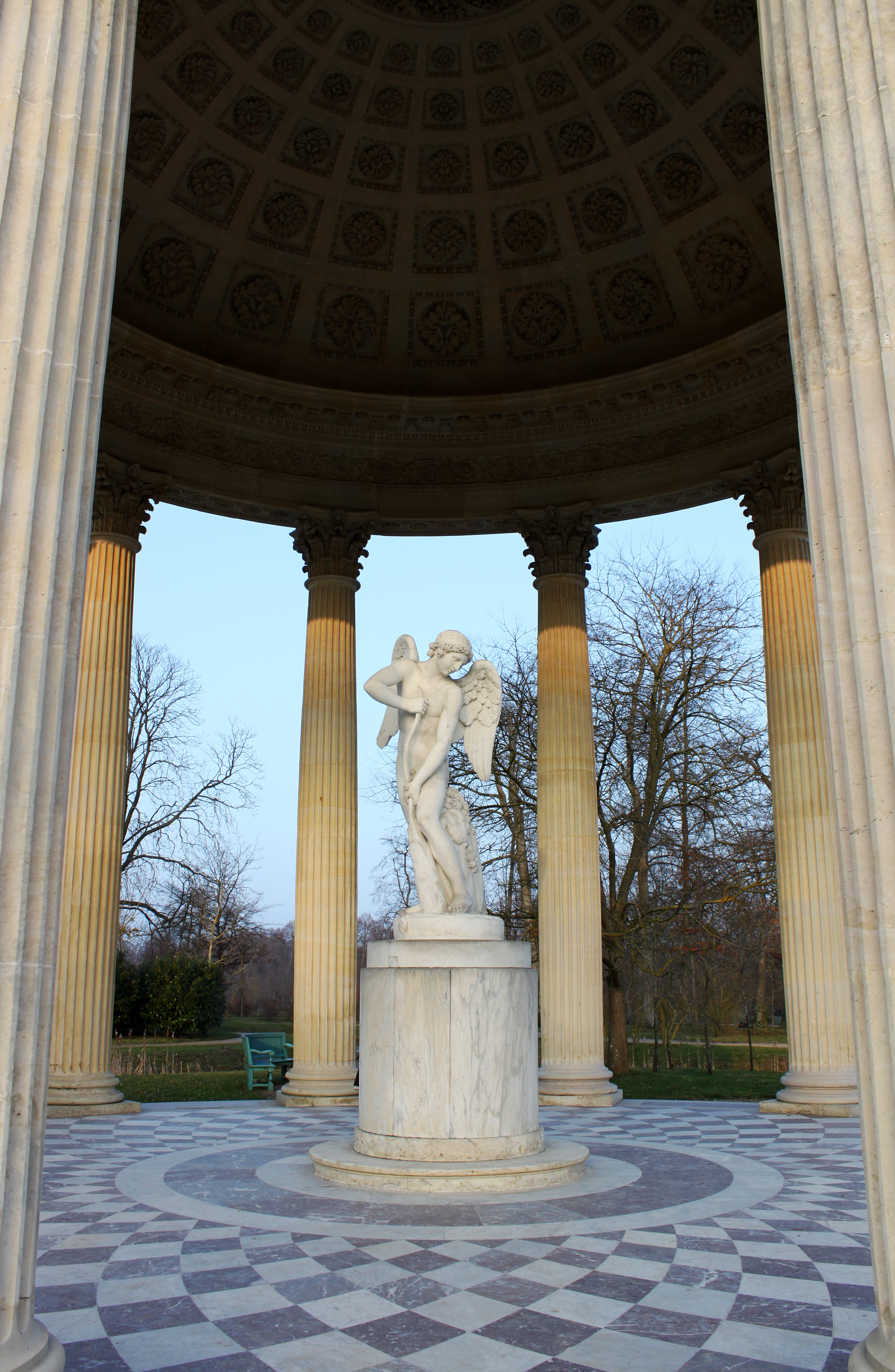
Vista interna.
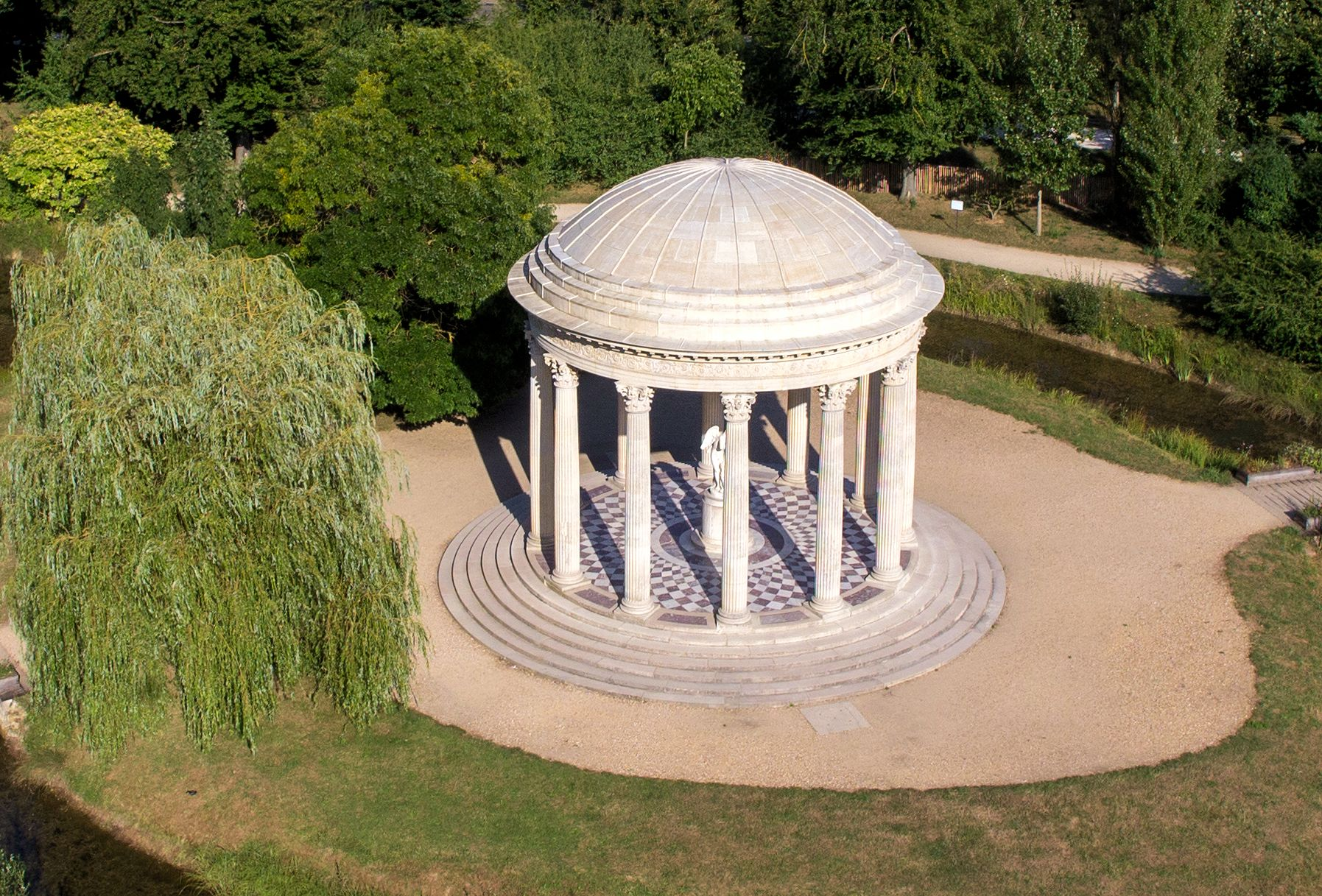
Vista aerea.

### Statua
Joseph Deschamps propose di realizzare una statua dell'Amore per il centro dell'edificio. La decisione fu presa tuttavia a favore di una scultura di Edmé Bouchardon: L'Amore intaglia un arco dalla clava di Ercole. Quest'opera, commissionata nel 1738 da Philibert Orry, direttore dei lavori del re Luigi XV, doveva essere collocata nel Salone d'Ercole, dove il suo modello in gesso fu esposto per breve tempo nel 1746. La versione in marmo installata nel 1754 fu però criticata per le “signorine e i tacchi rossi” denunciati da Charles-Nicolas Cochin, che descrisse l'ignoranza della Corte e persino del Re: “Cosa? È questo l'amore? Allora questo è amore portefaix”. Incomprensibile che l'artista abbia “preferito la flessuosità magra ed elastica dell'adolescenza alla morbidezza paffuta del Cupido dei pittori”, la scultura di questo Amore malizioso, che gioca un tiro mancino a Ercole e Marte di cui ha afferrato le armi, intrisa di un realismo che mescola Rinascimento e Antichità, era senza dubbio troppo innovativa per il suo tempo. A causa della “nudità e della sensualità adolescenziale”, la statua dovette essere spostata nell'orangerie del castello di Choisy. Madame de Pompadour fece tuttavia realizzare una copia per il suo castello di Bellevue, che venne rimossa nel 1774.

Pure la scultura al centro del tempio è una replica, alta 1,75 metri, commissionata ad un altro scultore, Louis-Philippe Mouchy, nel settembre 1778 ed eseguita nel 1780. Durante la Rivoluzione, fu inviata al “Musée spécial de l'École française”, poi all'orangerie del Castello di Saint-Cloud, prima di essere riportata al suo posto al centro del Tempio dell'Amore nel 1816. L'originale fu trasferito al Louvre per ordine della regina Maria Antonietta, dove è tuttora conservato. Nel frattempo, nel 1805, la statua era stata sostituita da un gruppo raffigurante Venere e Amore di Vassé.

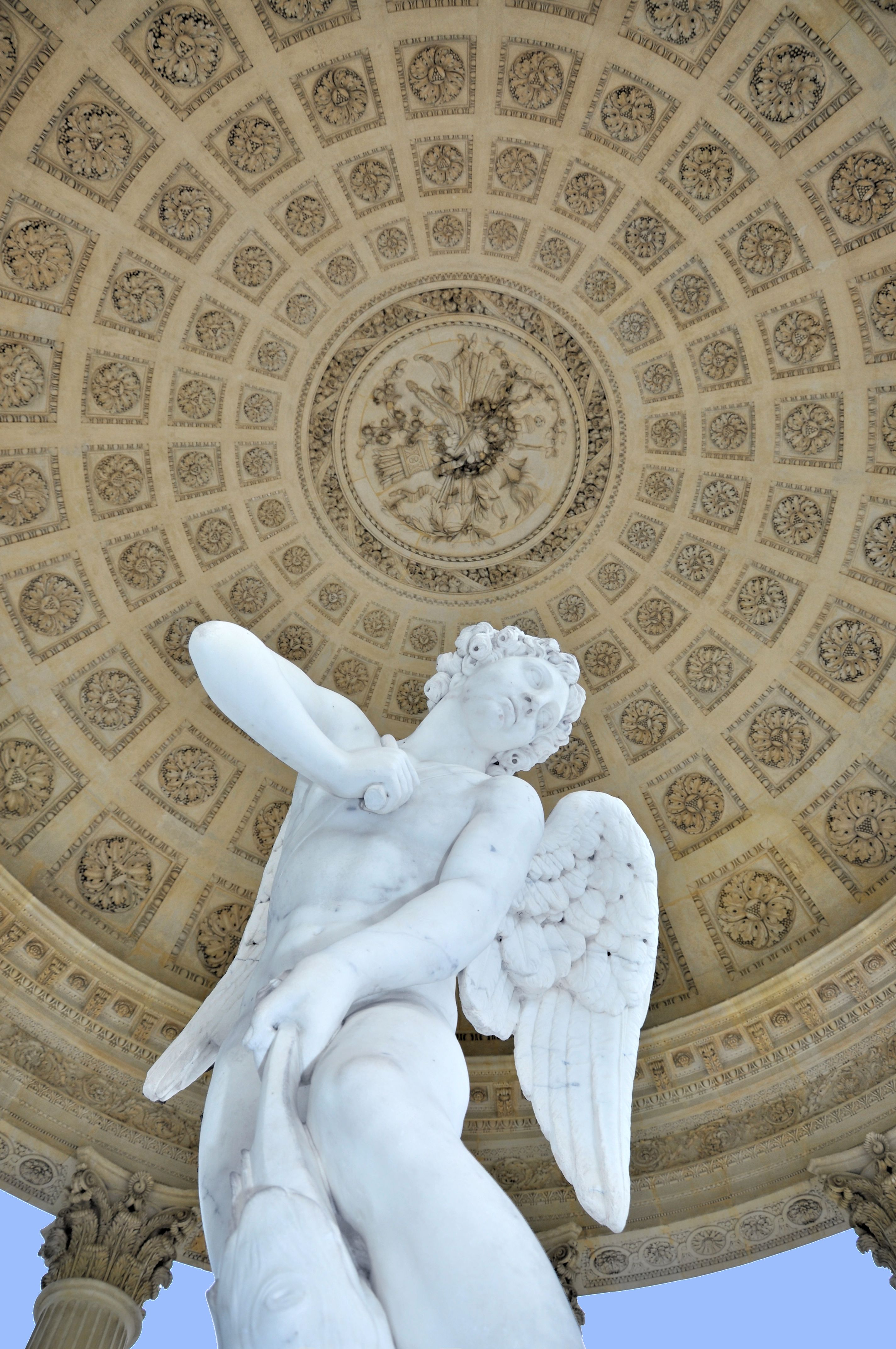
Volta a cassettoni e statua.
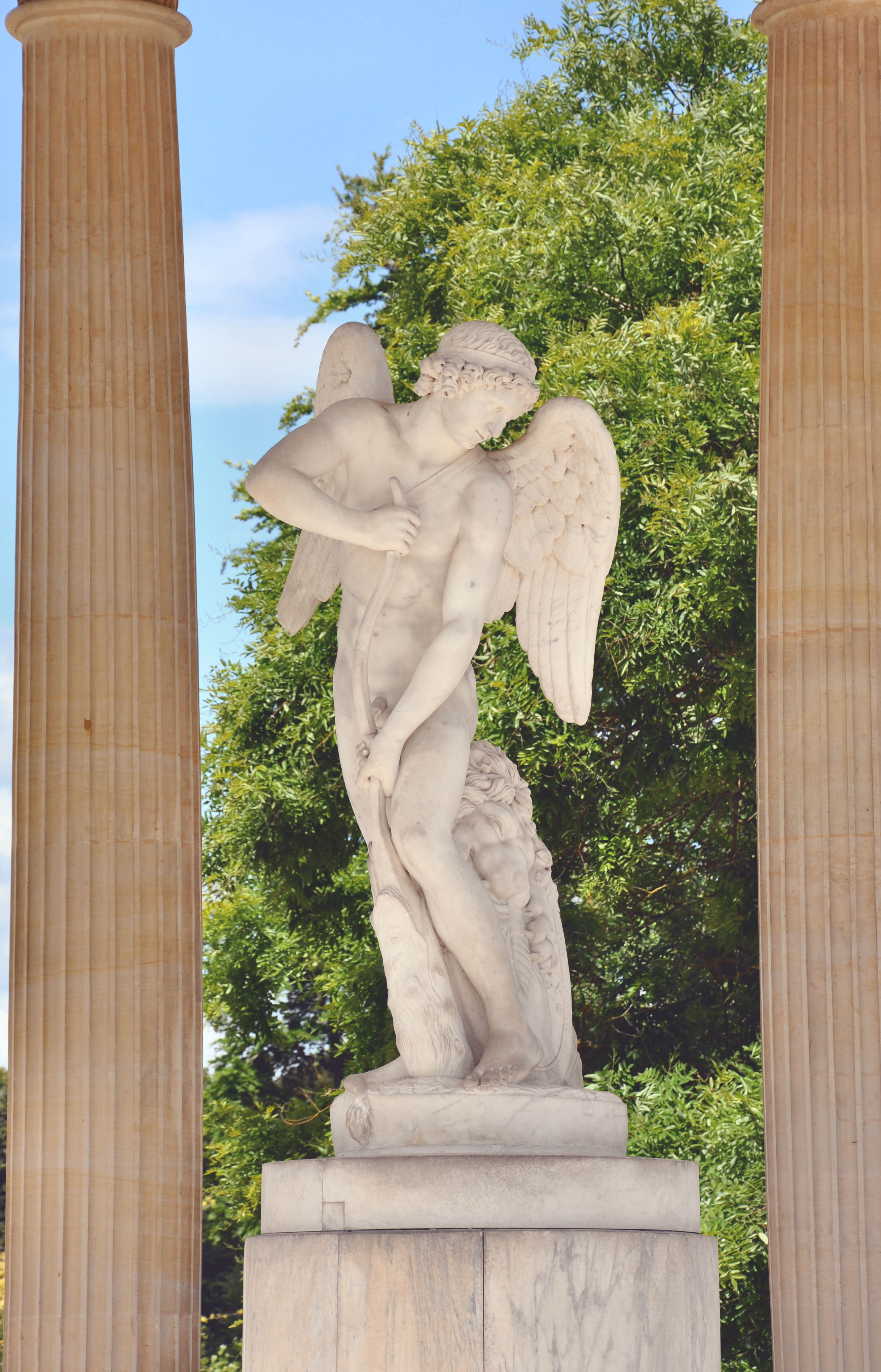
L'Amore intaglia un arco dalla clava di Ercole di Louis-Philippe Mouchy.

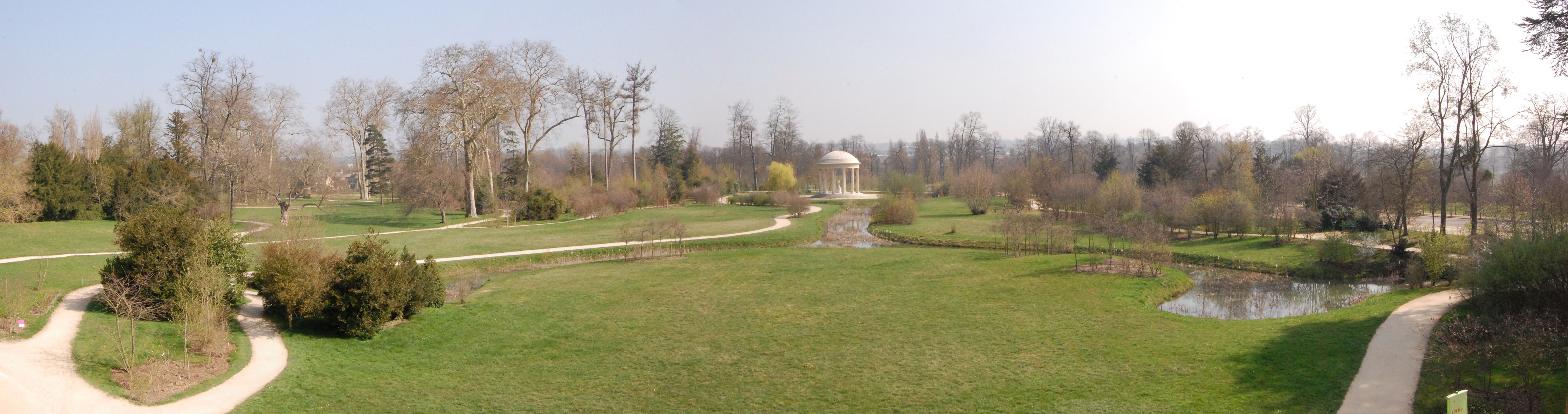
Vista del giardino inglese con il Tempio dell'Amore dal primo piano del castello del Petit Trianon.